# Gewoon pluisdraadmos
Gewoon pluisdraadmos  (Amblystegium serpens) is een soort mos uit het geslacht pluisdraadmos (Amblystegium).
Het is een algemene, bijna kosmopolitische soort die zowel op de grond als op bomen groeit en zowel in het bos als op grasland voorkomt.

## Etymologie en naamgeving
- Duits: Kriechendes Stumpfdeckelmoos
- Engels: Creeping Feather-moss
- Frans: Nano-mousse

De botanische naam Amblystegium is afkomstig van de Oudgriekse ἀμβλύς, amblus (stomp) en στέγη, stegē (dak of bedekking). De soortaanduiding serpens komt uit het Latijn en betekent 'slang'.

## Determinatie
Het gewoon pluisdraadmos is een mattenvormende plant met een liggende stengel, tot 3 cm lang, sterk onregelmatig vertakt. De stengelblaadjes zijn lichtgroen, slechts 1 mm lang, driehoekig-lancetvormig, geleidelijk toelopend in een in verhouding lange, gekromde spits, met een korte nerf tot de helft van het blad. De bladrand is meestal gaafrandig.
Het sporenkapsel of sporogoon is in jonge toestand cilindrisch en rechtopstaand met een bleek huikje, bij rijpheid gebogen, schuin tot horizontaal op een gladde steel, de kleinste doormeter onder de helft van het kapsel. Het kapsel wordt afgesloten door een kegelvormig operculum met een 'tepeltje' op de top.

## Ecologie
Het gewoon pluisdraadmos groeit zowel op de grond, bij voorkeur in vochtige, beschaduwde bossen en op beschaduwd grasland op kleigrond, als op boomschors, voornamelijk van wilgen.

## Verspreiding
Gewoon pluisdraadmos is een algemene soort met een vrijwel kosmopolitisch verspreidingsgebied dat zich uitstrekt over het volledige Noordelijk halfrond, Zuid-Amerika, Zuid-Afrika en Nieuw-Zeeland.

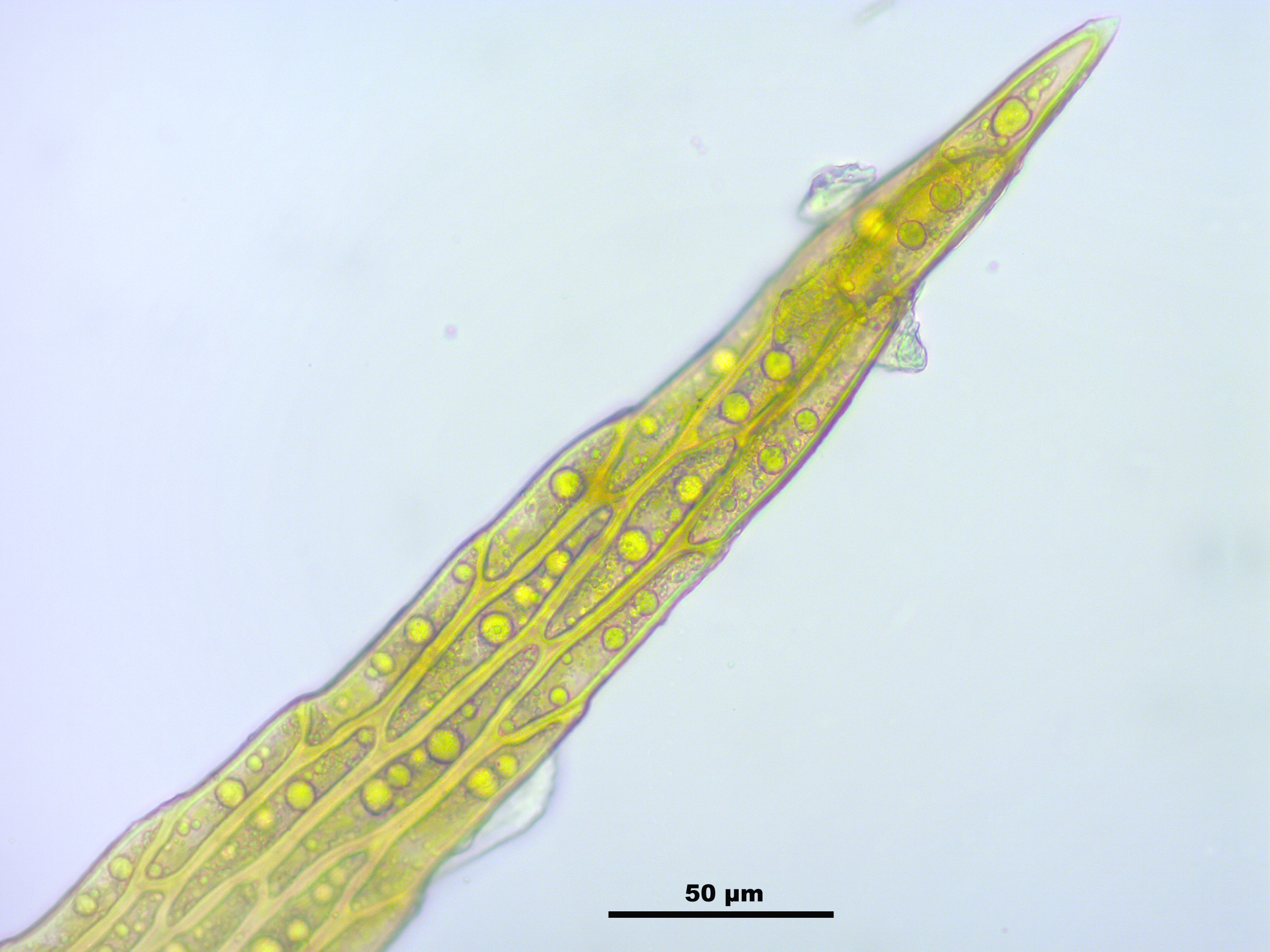
Bladtop
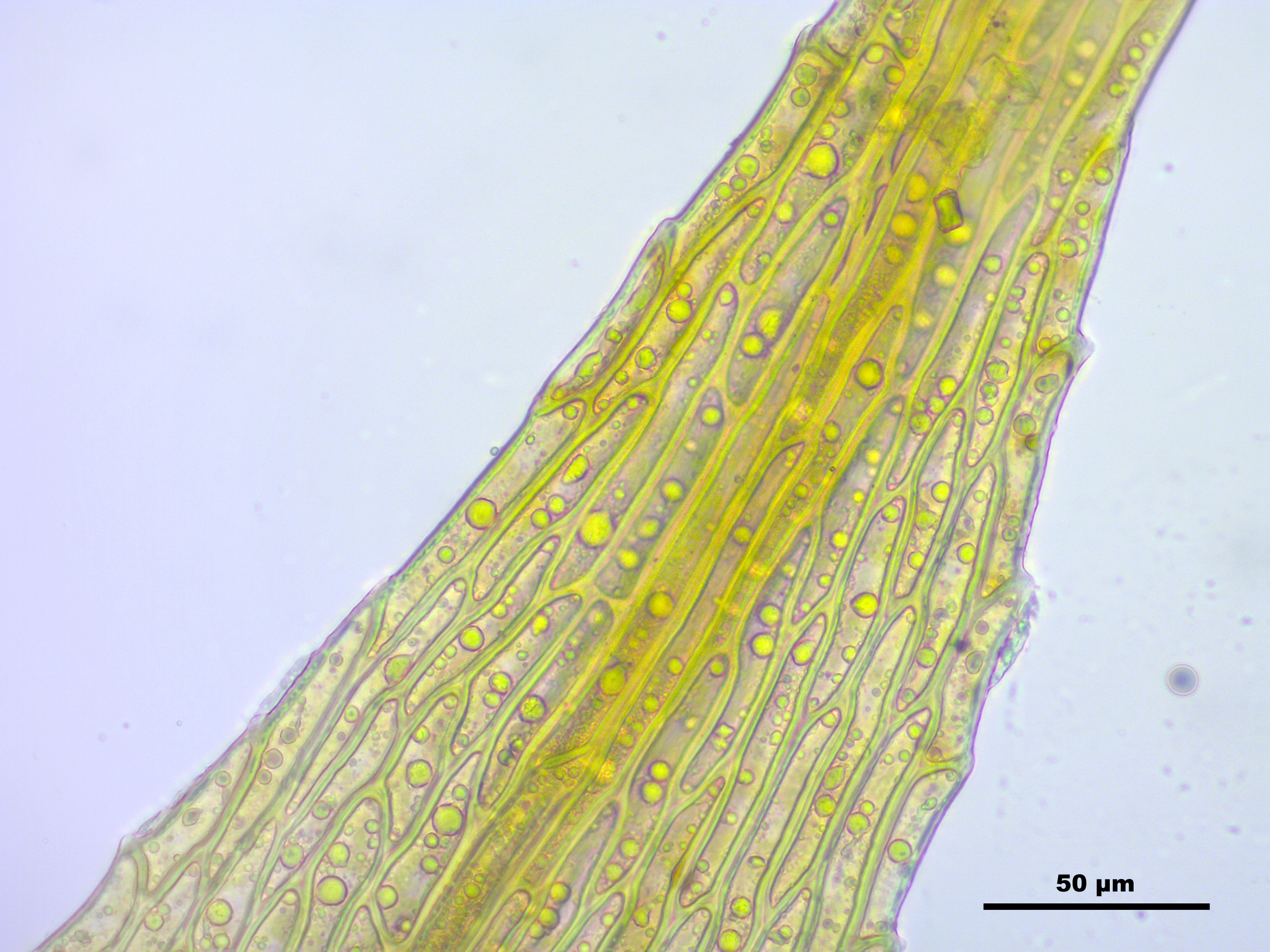
Bladtop
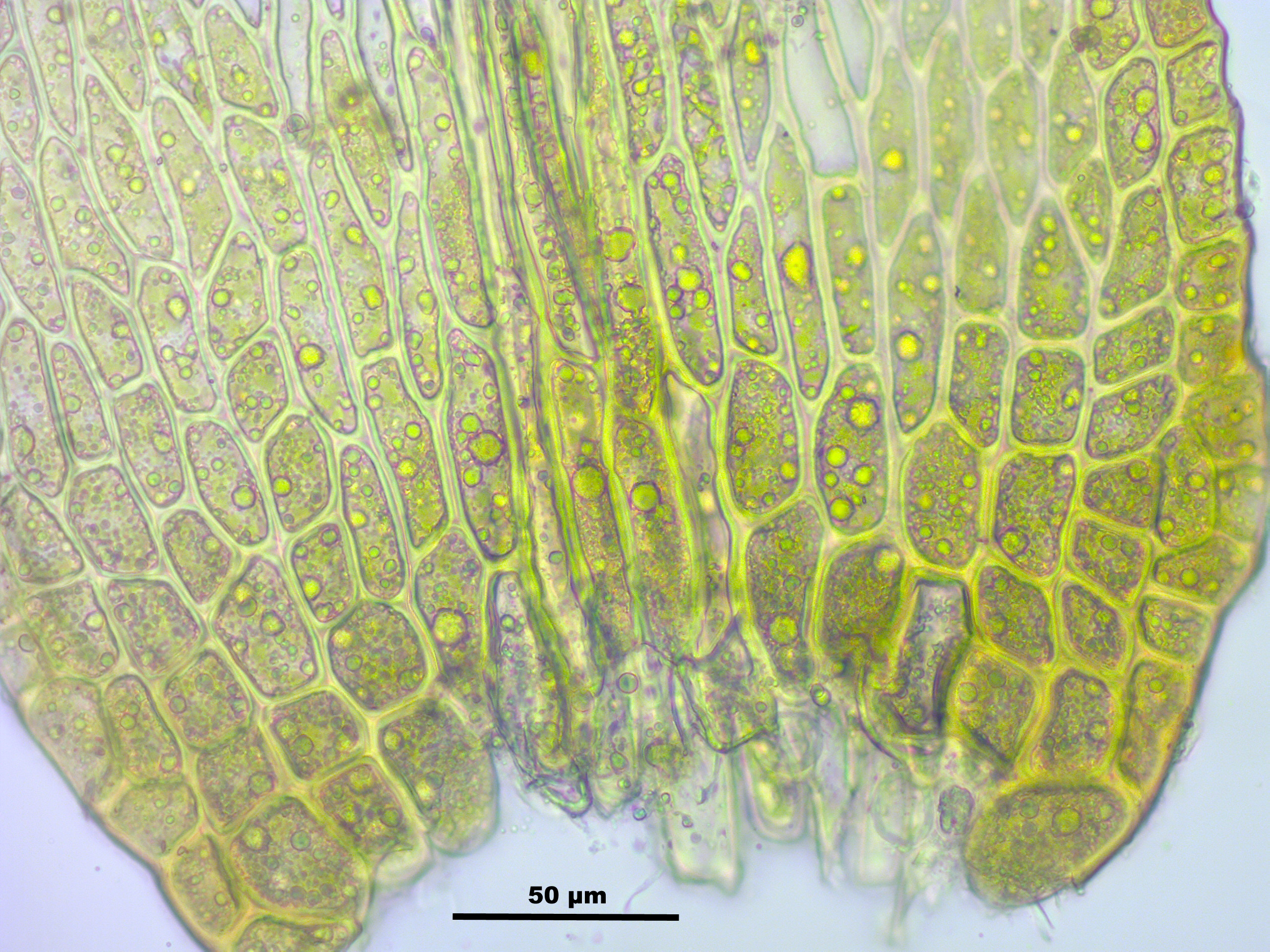
Bladvoet
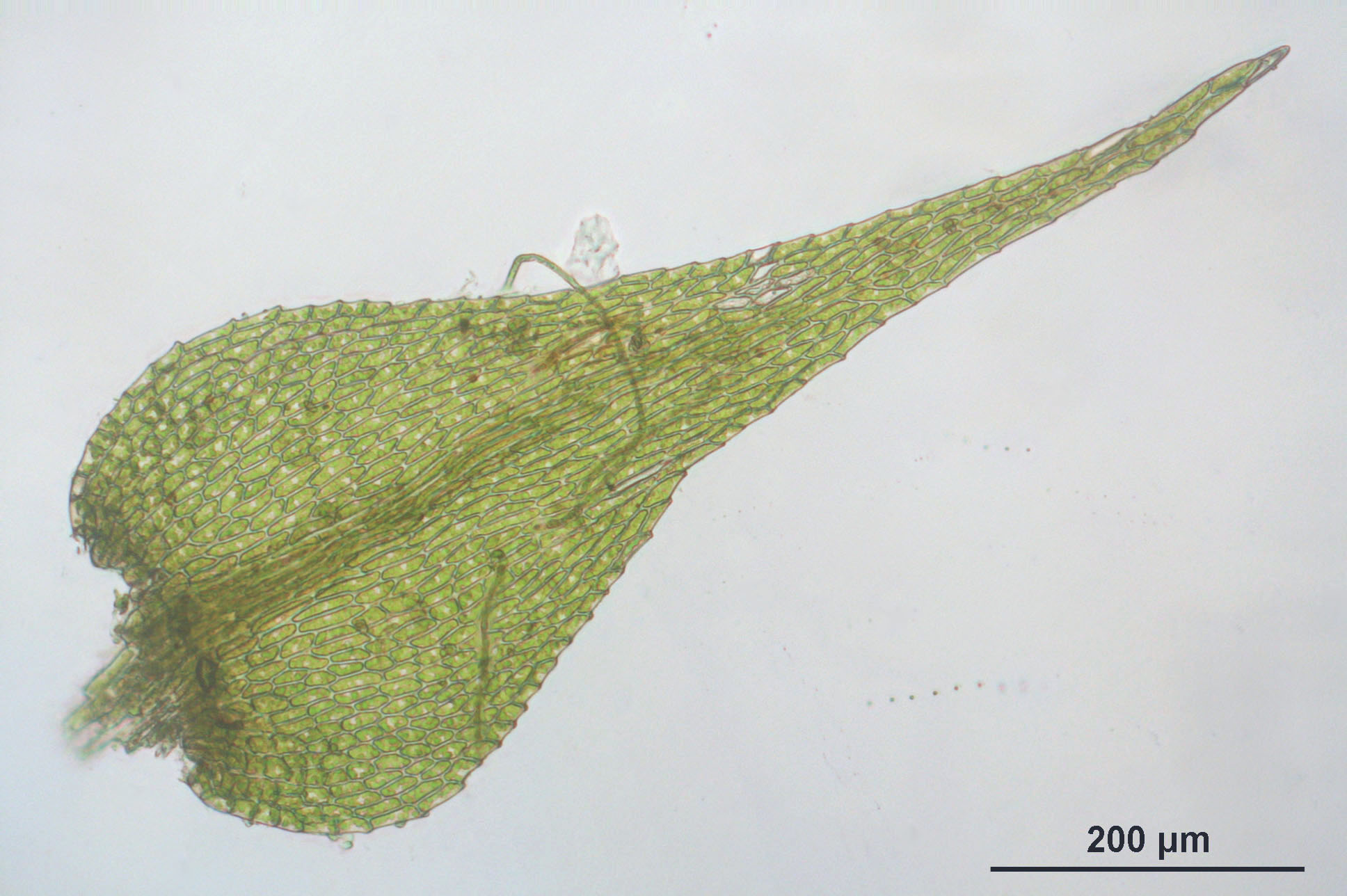
Blad
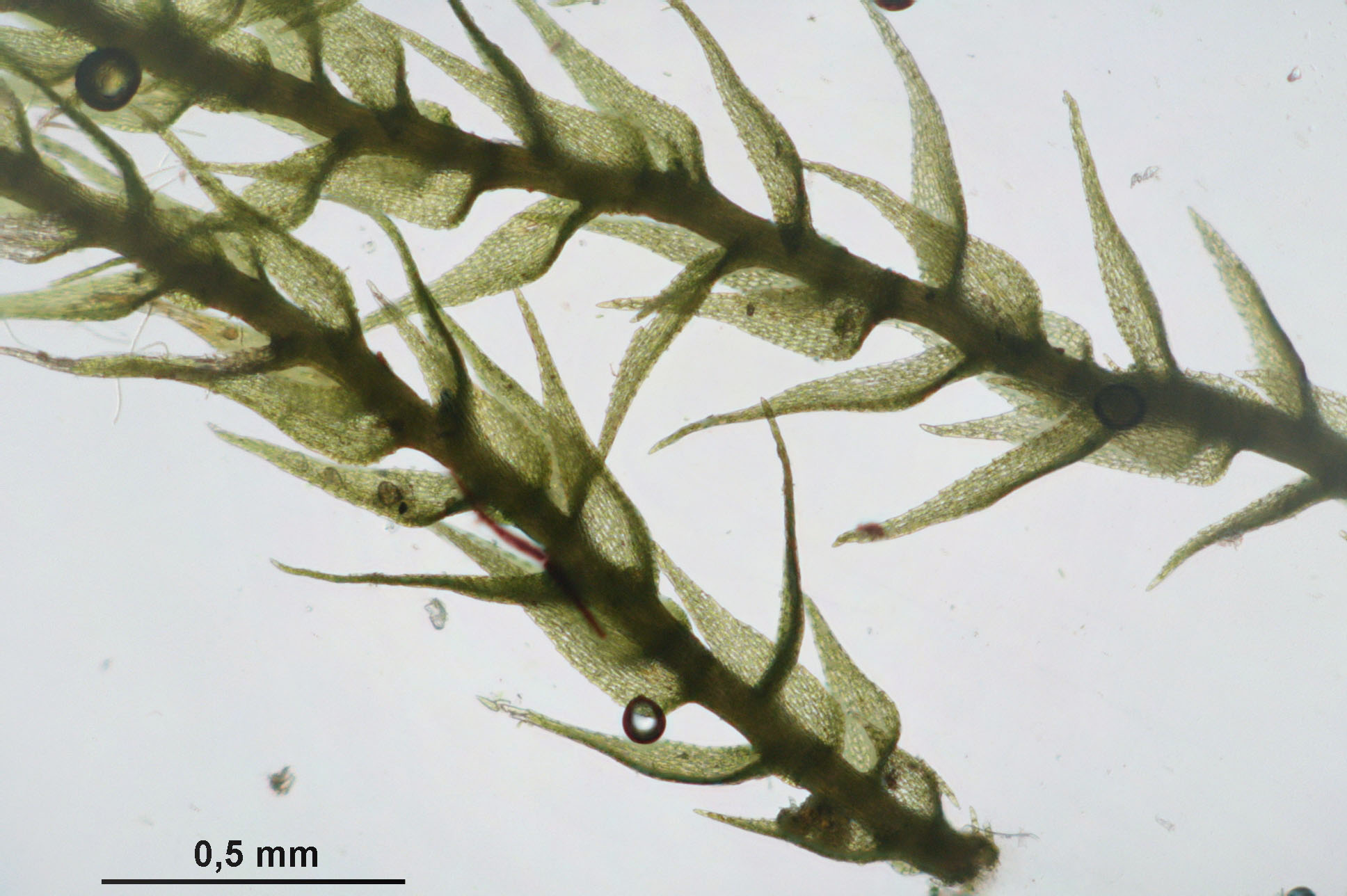

... · A. confervoides (dwergkoordjesmos) · A. fluviatile (rivierpluisdraadmos) · A. humile (kleipluisdraadmos) · A. radicale (moeraspluisdraadmos) · A. serpens (gewoon pluisdraadmos) · A. tenax (waterpluisdraadmos) · A. varium (oeverpluisdraadmos) · ...